# 노다메 칸타빌레
《노다메 칸타빌레》(のだめカンタービレ 노다메칸타비레[*], Nodame Cantabile)는 일본의 여성 만화잡지인 《Kiss》(고단샤)에 2001년부터 연재된 고전 시대 음악을 테마로 한 니노미야 도모코의 만화작품이다.

## 개요
2004년 제28회 고단샤 만화상 소녀 부문 수상을 한 작품이다. 단행본은 23권까지로 총 2600만부가 발행되었다.
후지TV에서는 드라마로 2006년 10월부터 2006년 12월까지 방송되었다. 한국에서는 비슷한 소재를 가지고 2008년 9월 10일부터 2008년 11월 12일까지 베토벤 바이러스라는 이름의 드라마가 제작되어 문화방송에서 방송되었다.(자세한 사항은 노다메 칸타빌레 (드라마)를 참고) 또한 후지TV의 노이타미나를 기반으로 애니메이션화되어 2007년 1월 11일부터 6월 28일까지 전 23화가 방송되었다.
- ‘칸타빌레’란, 발상 기호 중 하나로 “노래를 부르듯이”라는 뜻이다.
- 본 작품은 타카사토 시나에 의해 소설화되었다. 2006년 12월 25일 발매.

### 줄거리
피아노과에 재학 중이지만 지휘자를 목표로 하는 초일류 엘리트에 킹카인 음대생, 치아키 신이치는 장래에 한계를 느끼고 고민을 하던 도중 여자친구와 헤어지게 되었고, 헤어진 그녀에게도 무정하게 여겨져 자포자기하고 있었다.
그러던 어느 날, 치아키는 만취한 상태로 남의 집 앞에서 잠이 든다. 깨어나보니, 쌓여있는 쓰레기와 악취, 그리고 아름다운 피아노 소나타를 연주하는 괴짜녀······. 그녀의 이름은 노다 메구미(통칭 노다메). 알고 보니 치아키는 노다메와 같은 맨션의 옆 방에 살며, 같은 음대의 피아노과에 재학 중이었던 것이다. 첫인상은 최악(목욕은 1주일에 한번, 머리는 3일에 한번)이었다. 맨 처음엔 노다메의 방을 보고 이래로 놔두다간 안된다는 생각에 관심을 보였지만 치아키는 노다메의 숨겨진 천부적 재능을 알게 되고, 그 후 노다메의 재능을 끌어내기 위해 노력한다.
겉보기에는 인정없어 보이는 치아키이지만, 자기 스스로도 모르고 있던 좋은 성격 덕분에 노다메를 비롯한 음대의 괴짜들이 그와 함께 하기 시작하고, 순조롭게 순서를 밟아가는 치아키는 새로운 세계, 그리고 지휘자의 꿈을 향해 한 걸음, 한 걸음 내딛게 된다.

## 등장인물
- ()안의 인물은 드라마에서 연기한 배우이며, <>안의 인물은 애니메이션에서 성우를 맡은 인물이다.(일본판, 한국판 순)

### 주인공
노다 메구미 - [Pf.]
(우에노 주리/아역:모리사코 에이)<카와스미 아야코, 윤여진>
본 작품의 주인공. 통칭 및 자칭 노다메. 1화에서 모모케자카 음대 피아노과 2학년이다.
1981년 9월 10일생, 처녀자리, B형, 신장 162cm.
별명은 노다 메구미를 줄인 '노다메'이다.(のだめ).
밝고 붙임성이 있지만, 너무 자유분방한 성격이여서 덜렁대고 야무지지 못한 점이 있다. "꺄오(갸보)"와 같은 이상한 괴성을 지르며 방은 쓰레기장인데다 괴짜이지만, 상냥하고 순진한 면도 있다. 만화와 애니메이션을 좋아하고, 일본의 국민적 인기 애니메이션 '프리고로타'의 팬이다.
청음이 매우 좋고, 한 번 들은 곡은 상당히 난해한 곡일지라도 연주해 버린다. 연주는 스스로 즉흥으로 작곡할 정도이지만, 악보를 읽어야 하는 연주는 서툴다. 장래희망은 유치원 선생님이었지만, 치아키를 만나 그를 따라잡고 싶다는 생각으로 피아니스트의 꿈을 키운다. 하지만 마라도나 피아노 콩쿠르 본선에 입상을 하지 못해 낙담하다 귀향한다. 그러나 치아키 신이치의 격려로 프랑스로 유학을 결심, 파리의 음악원인 콩세르바투아르(conservatoire)에 합격한다. 파리 유학 후에는 살롱 콘서트를 하는 등 연주 활동도 서서히 시작하며, 더불어 치아키와 본격적으로 사귀게 된다. 하지만 일찌감찌 앞서 나가는 치아키를 보며 초조해하기도 하는데...
노다메는 실존 인물을 모델로 영감을 받아 만든 캐릭터이다. 작가는 지저분한 방에서 피아노를 치는 사진을 보고 영감을 받았다고 한다. 실제로 각 권의 크레딧에 감사하는 사람들 목록에는 "진짜 노다메"가 자주 등장한다.
치아키 신이치 - [Cond., Pf., Vn.]
(타마키 히로시/아역 : 후지다 레이히사이)<세키 토모카즈, 송준석/아역 : 사와시로 미유키>
본 작품의 또 다른 주인공. 자기 중심적이며 프라이드가 강하고, 냉담하게 보인다. 지독한 완벽주의자이며 자신의 주장을 끝까지 관철시키려하는 면이 있다. 하지만 남을 잘 챙겨주는 면모도 있어서 노다메를 비롯한 여러 사람들의 뒤치다꺼리를 해준다. 아버지는 일류 피아니스트 치아키 마사유키이며 어머니는 재력가 집안에서 태어나 음대생들의 유학비를 대주는 등 후원을 한다. 부모님은 치아키가 어렸을 때 이혼하여 줄곧 어머니와 살았다. 아버지는 가족에 대해 냉담한 사람이었는데, 이 때문에 치아키는 어른이 된 지금까지도 아버지에 대해 콤플렉스를 가지고 있다. 영어와 독일어, 프랑스어를 완벽하게 구사하며, 피아노와 바이올린 실력은 수준급이다. 외모도 준수하여 음대에서는“치아키 님”이라고 불리는 왕자와 같은 존재였다.
어릴 때 사사한 유명 지휘자 비에라를 동경하며 지휘자를 꿈꾸나 어렸을 때 겪은 비행기 동체착륙 사고의 트라우마 때문에 해외로 나가지 못해 좌절한다. 그러나 일본 모모가오카 음대에 온 세계적인 지휘자 프란츠 폰 슈트레제만의 눈에 들어 사사를 받고 교내의 'S 오케스트라'의 지휘자가 되고 음대 졸업후에는 외부에서 젊은 음대생들을 주축으로 한 '라이징 스타 오케스트라'를 창설하는 등 국내에서 열심히 노력한다. 결국 노다메의 최면술 덕에 트라우마를 극복하고 일본을 벗어난다. 파리로 옮겨간 후에는 플라티니 지휘자 콩쿨에서 우승하는 쾌거를 이루고 그 후에 파리의 전통있는 오케스트라 '루 마를레(루 말레) 오케스트라'의 상임 지휘자가 된다.

### 오케스트라
S오케스트라 (일본어: Sオケ)
슈트레제만에 의해서 1년간 결성된 오케스트라이다. 정식 명칭은 “슈트레제만 특별 편성 오케스트라”이다. 본래 슈트레제만은 A오케스트라(모모케자카 음악 대학 정규 오케스트라)와 지휘과를 지도하도록 되어 있지만, 슈트레제만에 의해서 “(슈트레제만의)놀이의 오케스트라”로써 만들어졌다.
슈트레제만 자신이 학내를 걸어 다니며 찾아낸 별종인 학생들로 구성된 이 오케스트라는 치아키의 졸업과 동시에 해산되면서, 그 후 일부 멤버가 “R☆S 오케스트라”에 들어가 새로운 연주 활동을 계속 하고 있다.
R☆S 오케스트라 (일본어: R☆Sオーケストラ)
치아키의 찬동에 의해, 일찍이 니나 룻트 음악제로 편성된 오케스트라의 주요 멤버를 중심으로 새롭게 결성된 아마추어 오케스트라이다. 치아키가 초대 지휘자, 세이료우가 초대 콘서트 마스터(일본어식 표현은 "콘마스")를 맡게 된다(2대 지휘자는 R관이나 M필의 지휘자였던 마츠다 유키히사이다). 데뷔 공연에서는 훌륭한 연주와 계속되는 진화를 했지만,“진화 변환”이라는 공연이 종료된 후 치아키 등 해외조는 이 오케스트라에 이별을 고했다.
루 마를레 오케스트라 (일본어: ルー・マルレ・オーケストラ)
1875년, 루 마를레에 의해서 파리에 설립된 오케스트라이다. 젊은 시절의 슈트레제만이나, 카이 둔이 재적하고 있었다. 현재 음악 감독은 도쿄도 교향악단 상임 지휘자 제임스 디프레이스트이다. 데프레이스의 추천으로 치아키가 상임 지휘자로 취임한다. 악단내 불화 때문에 주요 멤버가 많이 탈퇴하여, 새로운 멤버를 모집하기도 했다.
데샹 오케스트라 (일본어: デシャン管弦楽団 데시얀오케스토라[*])
파리의 사립 오케스트라로 치아키는 이 악단을 “성실하고 좋은 오케스트라”라고 평가했다. 새로운 상임 지휘자 후보로 치아키가 거론되기도 하였다.
르세르 오케스트라 (일본어: ルセール管弦楽団 르세-르오케스토라[*])
르 마를레, 데샨과 대등한, 파리의 오케스트라. 통칭 “R관”인 이 악단은 마츠다 유키히사가 수석 객원 출연 지휘를 맡는다.
윌트르 오케스트라 (일본어: ウィルトール交響楽団 위르토오케스토라[*])
프랑스의 오케스트라. 마를레 오케보다 향상. 치아키는 프라티니 국제 지휘자 콩쿠르와 파리의 데뷔공연으로 알려졌다. 손자 루이와 치아키의 공동 출연이 예정되어 있었던 오케이다. 프랑스 오케이지만, 독일식 파고토가 사용되었다.

## 만화
만화 (원작)
( )는 표지에서 노다메가 연주하고 있는 악기이다.
- #1 ISBN 978-4-06-325968-4 {{isbn}}의 변수 오류: 유효하지 않은 ISBN.초판발행 : 2002년 1월 11일 (피아노)
- #2 ISBN 978-4-06-325982-X {{isbn}}의 변수 오류: 유효하지 않은 ISBN.초판발행 : 2002년 4월 12일 (바이올린)
- #3 ISBN 978-4-06-325993-5 {{isbn}}의 변수 오류: 유효하지 않은 ISBN.초판발행 : 2002년 8월 9일 (택트)
- #4 ISBN 978-4-06-340411-0 {{isbn}}의 변수 오류: 유효하지 않은 ISBN.초판발행 : 2002년 12월 13일 (플루트)
- #5 ISBN 978-4-06-340432-4 {{isbn}}의 변수 오류: 유효하지 않은 ISBN.초판발행 : 2003년 3월 13일 (첼로)
- #6 ISBN 978-4-06-340438-2 {{isbn}}의 변수 오류: 유효하지 않은 ISBN.초판발행 : 2003년 7월 11일 (호른)
- #7 ISBN 978-4-06-340451-X {{isbn}}의 변수 오류: 유효하지 않은 ISBN.초판발행 : 2003년 10월 10일 (오보에)
- #8 ISBN 978-4-06-340476-5 {{isbn}}의 변수 오류: 유효하지 않은 ISBN.초판발행 : 2004년 3월 12일 (클래식 기타 ※)
- #9 ISBN 978-4-06-340488-9 {{isbn}}의 변수 오류: 유효하지 않은 ISBN.초판발행 : 2004년 6월 11일 (트럼펫)
- #10 ISBN 978-4-06-340505-2 {{isbn}}의 변수 오류: 유효하지 않은 ISBN.초판발행 : 2005년 9월 13일 (비올라)
- #11 ISBN 978-4-06-340523-0 {{isbn}}의 변수 오류: 유효하지 않은 ISBN.초판발행 : 2005년 1월 13일 (파고토)
- #12 ISBN 978-4-06-340544-3 {{isbn}}의 변수 오류: 유효하지 않은 ISBN.초판발행 : 2005년 5월 13일 (클라리넷)
- #13 ISBN 978-4-06-340560-5 {{isbn}}의 변수 오류: 유효하지 않은 ISBN.초판발행 : 2005년 9월 13일 (하프)
- #14 ISBN 978-4-06-340575-3 {{isbn}}의 변수 오류: 유효하지 않은 ISBN.초판발행 : 2006년 1월 13일 (팀파니)
- #15 ISBN 978-4-06-340594-X {{isbn}}의 변수 오류: 유효하지 않은 ISBN.초판발행 : 2006년 6월 13일 (트럼본)
- #16 ISBN 978-4-06-340613-X {{isbn}}의 변수 오류: 유효하지 않은 ISBN.초판발행 : 2006년 10월 13일 (마림바)
- #17 ISBN 978-4-06-340632-0초판발행 : 2007년 2월 13일 (튜바)
- #18 ISBN 978-4-06-340648-1초판발행 : 2007년 6월 13일 (트라이앵글)
- #19 ISBN 978-4-06-340673-3초판발행 : 2007년 11월 13일 (콘트라베이스)
- #20 ISBN 978-4-06-340691-7초판발행 : 2008년 3월 13일 (색소폰)
- #21 ISBN 978-4-06-340712-9초판발행 : 2008년 8월 11일 (없음)
- #22 ISBN 978-4-06-340749-5초판발행 : 2009년 8월 10일 (심벌즈)
- #23 ISBN 978-4-06-340773-0초판발행: 2009년 11월 27일 (피아노)

※는 작품 중, 미등장 악기

## 애니메이션

### 노다메 칸타빌레
2007년 1월 11일부터 6월 28일까지 방송된 《노다메 칸타빌레》(애니메이션)는 전 23화로 구성되어 방영되었다.

#### 제작진
- 감독 : 가사이 켄이치
- 시리즈 구성 : 곤바루 도모코
- 극본 : 마루오 미호, 요코타니 마사히로
- 색체설계 : J.C.STAFF
- 미술감독 : 고바야시 시치로
- 여는곡(OP) 애니메이션 연출 : 이쿠하라 쿠니히코
- 닫는곡(ED) 애니메이션 연출 : 나가이 타쓰유키
- 음악 : 마츠타니 스구루, 노다메 오케스트라, 도쿄 도 교향악단
- 음악제작 : 후지 파시휙 음악출판, 소니 뮤직 엔터테인먼트
- 음악협력 : 에픽 레코더 재팬
- 클래식 감수 : 모기 다이스케
- 음향감독 : 아케타가와 진
- 어시스턴트 프로듀서 : GENCO
- 애니메이션 프로듀스 : GENCO
- 애니메이션 프로듀서 : 마츠쿠라 유지(J.C.STAFF)
- 제작 : 노다메 칸타빌레 제작위원회
  - 후지테레비, 에스 엔터테인먼트, 고단샤, 스카파 웰싱크, 소니 뮤직 엔터테이먼트, 전통, GENCO

#### 주제가
오프닝 테마곡 《Allegro Cantabile》
노래 : 수에미츠 & 더 수에미스
엔딩 테마곡 1 (1~12화) 《이렇게 가까운 곳에…》
노래 : Crystal Kay
엔딩 테마곡 2 (13~22화) 《Sagittarius》
노래 : SUEMITSU&THE NODAME ORCHESTRA

#### 부제목 및 편집 장면
| 화수     | 부제목             |
| -------- | ------------------ |
| Lesson1  | 기억               |
| Lesson2  | ‐                  |
| Lesson3  | 타악기의 여왕      |
| Lesson4  | 거장 미르히 등장   |
| Lesson5  | 치아키, S오케 지휘 |
| Lesson6  | 탈퇴               |
| Lesson7  | 카즈오인 치아키    |
| Lesson8  | 미르히 송환        |
| Lesson9  | 음악제             |
| Lesson10 | 마음을 사로잡는 일 |
| Lesson11 | 피아노             |
| Lesson12 | 진로               |
| Lesson13 | 졸업               |
| Lesson14 | 과거               |
| Lesson15 | 변화               |
| Lesson16 | 시동               |
| Lesson17 | 헛됨               |
| Lesson18 | 각성               |
| Lesson19 | 비상               |
| Lesson20 | 세계               |
| Lesson21 | 이변               |
| Lesson22 | 최후               |
| Lesson23 | 미래               |

TV 애니메이션판은 스토리의 주요 부분을 짧은 시간 내에 방송해야 하기 때문에, 원작에 존재하는 많은 장면들이 편집되었다. 아래에 정리한 것이 그 예이다.
- 노다메가 미키코의 스페셜 도시락을 훔쳐 먹는 장면
- 원작 제2권(Lesson9)에서 노다메가 마스미와 함께 치아키의 방에서 난로로 연말을 보내는 장면
- 노다메가 마키의 '모손'의 봄의 행락 도시락을 훔치는 장면과 사쿠라와 부딪치는 장면
- 슈트레제만 “뭐…, 모르는 게 있으면 언제든지 전화하고 와도 좋으니까”라고 원작에서 말하지만 애니메이션에서는 그렇지 않다.
- 사쿠라가 “집에서부터 걸어 왔으니깐…”라고 한 후에, “에… 걷는다니, 어디서!?” “나카노 인데” 대사.
- 노다메가 “어째서 오케스트라에 피아노가 없는 거지”, “미르히, 피아노 협주곡 해주면 좋을텐데” 대사.
- 길가에서 노다메가 사쿠라와 만나는 씬이 노다메의 방에서 주고 받은 점.
- “파스타에 샐러드… 스프까지!” “대단하다”등의 사쿠라의 대사.
- 치아키와 노다메가 사쿠라의 아버지에게 바이올린을 팔아 오라는 말을 할 때, 사쿠라가 “그래요… 팔께요, 아빠!”등의 대화.
- 노다메 일행이 니나 룻트 음악제에 가기 전에 들른 니가타에서의 해수욕 장면. (방영 후 발매된 DVD 영상 특전에서 수록)

### 노다메 칸타빌레 파리편
2008년 10월 9일부터 12월 18일까지 방송된 《노다메 칸타빌레 파리편》(애니메이션)은 전 11화로 구성되어 방영되었다.

#### 제작진
- 감독 : 곤 치아키
- 시리즈 구성 : 에노키도 요우지
- 캐릭터 디자인 : 시마무라 히데카즈
- 프로듀서 : 세이노 마사토, 야마모토 코지, 오오자와 노부히로
- 애니메이션 프로듀서 : 마츠쿠라 유지(J.C.STAFF)
- 애니메이션 제작 : J.C.STAFF
- 제작 : 노다메 칸타빌레 파리편 제작위원회
  - 후지테레비, 에스 엔터테인먼트, 고단샤, 소니 뮤직 엔터테이먼트, 전통, GENCO

#### 부제목
| 화수    | 부제목                         |
| ------- | ------------------------------ |
| Leçon1  | ‐                              |
| Leçon2  | 치아키 지휘 콩쿠르에           |
| Leçon3  | 슈트레제만 재회                |
| Leçon4  | 노다메 초췌 치아키를 거절      |
| Leçon5  | 치아키와 노다메 엇갈림         |
| Leçon6  | 치아키 상임 지휘자에 취임      |
| Leçon7  | 치아키와 노다메 첫 공동 출연!? |
| Leçon8  | 치아키와 노다메의 재출발       |
| Leçon9  | 노다메 첫 리사이틀!            |
| Leçon10 | 리사이틀 반짝반짝 작은 별      |
| Leçon11 | 마지막 장・치아키의 마법       |

### 노다메 칸타빌레 피날레
2010년 1월 14일부터 3월 25일까지 방송된 《노다메 칸타빌레 피날레》(애니메이션)는 전 11화로 구성되어 방영되었다.

### 제공
- SONY MUSIC 그룹
- 어스믹・에스 엔터테인먼트 (Lesson19까지)
- YAMAHA (Lesson11까지)
- 반다이 남코 게임즈 (Lesson12부터 16까지)
- 반프레스 (Lesson17부터)

※ 방송사에 따라서 프로그램 스폰서가 붙지 않는 경우가 있다.
※ 《노이타미나》를 하지 않는 일부 지방 방송사에서는 최종회 엔딩 후 새로운 프로그램을 예고하는 부분은 편집되었다.

## CD
아래 모든 앨범은 발매되었다.

### 노다메 칸타빌레
2003년 9월 발매. 작품에서 다루었던 악곡을 수록한 것으로 현재 품절이기 때문에 구하기가 힘들다. / ISBN B0000C4GLG
1. 라흐마니노프 : 피아노 협주곡 제2번 제1악장 / 안드레이 가브릴로프, 리카르도 무티 지휘, 필라델피아 오케스트라
2. 리스트 : 메피스트 왈츠 제1번 《마을 술집의 춤》 / 레이프 오베 안스네스
3. 브람스 : 교향곡 제1번 제1악장의 하이라이트 / 존 바비롤리 지휘, 빈 필하모닉 오케스트라
4. 브람스 : 교향곡 제1번 제4악장의 하이라이트 / 존 바비롤리 지휘, 빈 필하모닉 오케스트라
5. 조지 거슈윈 : 랩소디 인 블루 / 앙드레 프레빈 지휘, 런던 교향악단
6. 베토벤 : 교향곡 제3번 제1악장 / 루돌프 켐페 지휘, 베를린 필하모닉 오케스트라
7. 베토벤 : 바이올린 소나타 제5번 《봄》 제1악장 / 예후디 메뉴인, 헵지바 메뉴인
8. 쇼팽: 즉흥 환상곡 / 존 오그던

### 노다메 칸타빌레 -Selection CD Book-
2005년 8월 발매. 작품에서 다뤄진 악곡을 수록한 옴니버스판 속편이지만, 코믹한 것이 수록 되었다. / ISBN 4-06-364646-7

### Brahms:교향곡 제1번 ~ 노다메 칸타빌레
2005년 9월 발매된 것으로 기획 앨범이다. 치아키 신이치 지휘, R☆S 오케스트라 연주로 브람스의 교향곡 제1번과 드보르자크의 교향곡 제8번 제1악장을 수록하였다. ISBN B000ALJ16S
1. 브람스 교향곡 제1번 C단조 작품68 제1악장
2. 브람스 교향곡 제1번 C단조 작품68 제2악장
3. 브람스 교향곡 제1번 C단조 작품68 제3악장
4. 브람스 교향곡 제1번 C단조 작품68 제4악장
5. 드보르자크 교향곡 제8번 G장조 작품88 제1악장 (스코어 판)
6. 드보르자크 교향곡 제8번 G장조 작품88 제1악장

### 노다메 칸타빌레 -Selection CD Book vol.2-
2006년 8월 발매된 것으로 CD 제1장으로 다뤄지지 않았던 작품 및 2005년부터 2006년에 걸쳐 연재중인 만화에 등장한 음악을 수록하였다. / ISBN 4-06-364666-1

### 《노다메 오케스트라》 LIVE!
2006년 11월 15일 발매. 2개의 CD로 구성되어 있다. / ISBN B000I5YAD0

### 《노다메 오케스트라》 STORY!
2007년 2월 21일 발매. 2개의 CD로 구성되어 있다.
- DISC 1 : S오케・A오케 STORY
- DISC 2 : R☆S오케 STORY

## 게임
노다메 칸타빌레 (닌텐도 DS)
반다이 남코 게임즈에서 2007년 4월 19일에 발매.
《학교의 중심을 탐험해, 노다메의 캐릭터다운 콘서트가 된다》가 진행 중.
노다메 칸타빌레 드림☆오케스트라 (Wii)
반다이 남코 게임즈에서 2007년 12월 27일에 발매.

## 라디오
《노다메 오케스트라》가 애니메이트 TV에 전달되고 있다. 퍼스낼러티는 세키 토모카즈와 카와다 신사이다.

## 참고
- 노다메 칸타빌레는 애니메이션 잡지 《애니메디아》의 “애니메이션화되었으면 하는 좋은 원작 작품 랭킹”에 2번[3] 랭킹 된 일도 있었다.

- 드래곤 퀘스트 시리즈 등의 작곡으로 알려진 스기야마 고이치는 본 작품의 게임 콘서트에서 이 만화에 대해[4] “많은 사람들에게 클래식의 즐거움을 알리기 위해서 콘서트를 실시해 왔지만, 강한 아군을 얻을 수 있었다.”고 이야기 했다.
- 작품에서 등장하는 가공의 콩쿠르는 모두 현역 혹은 전 활동했었던 축구 선수의 이름에서 따온 것이다. 이 이유는 이 만화의 원작가인 니노미야 도모코가 축구를 좋아하기 때문이다.
- 본 작품에서 등장하는 노다 메구미는 니노미야 도모코가 운영하고 있던 홈페이지 게시판에 더러운 방에서 피아노 연주를 하는 모습을 담은 사진을 보고 이것이 본 작품의 주인공 모델이 되었다고 한다. 현재 실존 노다메는 후쿠오카에서 어린이에게 피아노를 가르쳐주는 피아노 강사를 하고 있다고 한다.
- 애니메이션 제6화에서 사쿠라네를 중심으로 그리기 위해 스탭을 바꾸면서 치아키 신이치 등 인물의 얼굴이 어려지게 그려졌다.

## 같이 보기
- CAFE DE 노다메
- 노다메 페스티벌
- 노다메 오케스트라